# Llau de Mascarell
La llau de Mascarell és una llau afluent del barranc de Mascarell que discorre íntegrament pel terme de Conca de Dalt, al Pallars Jussà, dins del seu antic terme de Toralla i Serradell, a l'àmbit del poble de Toralla. No s'ha de confondre amb el barranc de Mascarell, del qual és afluent. Es forma al nord del lloc on hi hagué la masia de Mascarell, actualment en ruïnes, just al costat de migdia de la Carretera de Toralla al sud-oest de la partida de lo Batllet i al sud de la de Saviner. Des d'aquell lloc davalla cap al sud-est, passa a llevant de les restes de la masia esmentada, deixant la Sort i la Font Vella al nord-est i la Rourera de Mascarell al sud-oest, i s'aboca en el barranc de Mascarell al nord de les Cabanes.